# Eduardo Mallea
Eduardo Mallea est un écrivain, essayiste et diplomate argentin, né le 14 août 1903 à Bahía Blanca, mort le 12 novembre 1982 à Buenos Aires.

## Biographie
Eduardo Mallea commence des études de droit, qu'il abandonne en 1926 pour se consacrer à la littérature. Il est, en 1931, l'un des fondateurs de la revue Sur. En 1955, il est ambassadeur de l'Argentine auprès de l'UNESCO.
Son œuvre est en grande partie autobiographique, les thèmes de la solitude et de l'incommunicabilité inspirant plusieurs de ses romans. 
Eduardo Mallea est enterré au cimetière de Recoleta.

## Œuvres

### Romans, recueils de nouvelles, pièces de théâtre et essais
- El escritor y nuestro tiempo (1935)
- Cuentos para una inglesa desesperada (1926)
- Conocimiento y expresión de la Argentina (1935)
- Nocturno europeo (1935)
- La ciudad junto al río inmóvil (1936) Publié en français sous le titre La ville au bord du fleuve immobile, traduction de Jean-Jacques et Marie-Neige Fleury, Paris, Autrement, coll. « Littératures », 2001 ; réédition, Paris, Librairie Générale Française, coll. « Le Livre de poche », 2002
- Historia de una pasión argentina (1937)
- Fiesta en noviembre (1938)
- Meditación en la costa (1939)
- La bahía de silencio (1940)
- El sayal y la púrpura (1941)
- Todo verdor perecerá (1943) Publié en français sous le titre Cendres, traduction de Jean-Jacques et Marie-Neige Fleury, Paris, Autrement, coll. « Littératures », 1998
- Las águilas (1944)
- Rodeada esta de sueño (1946)
- El retorno (1946)
- El vínculo (1946) Publié en français sous le titre Dialogues des silences, traduction de Jean-Jacques Fleury, Paris, Autrement, coll. « Littératures », 1997
- Los Rembrandts & La rosa de Cernobbi (1946) Publié en français sous le titre Les Rembrandt ; suivi de La rose de Cernobbio, traduction de Jean-Jacques et Marie-Neige Fleury, Paris, Autrement, coll. « Littératures », 2000
- Los enemigos del alma (1950)
- La torre (1951)
- Chaves (1953) Publié en français sous le titre Chaves, traduction de Sylvia Bénichou-Roubaud, Paris, Gallimard, coll. « La Croix du Sud », 1965 ; réédition, Paris, Autrement, coll. « Littératures », 1996
- La sala de espera (1953)
- Notas de un novelista (1954)
- Simbad (1957)
- El gajo de enebro (1957)
- Posesión (1958)
- La razón humana (1959)
- La vida blanca (1960)
- Las travesías I (1961)
- Las travesías II (1962)
- La representación de los aficionados (1962)
- La guerra interior (1963)
- Poderío de la novela (1965)
- El resentimiento (1966)
- La barca de hielo (1967) Publié en français sous le titre La Barque de glace, traduction de Léonard Vergnes, Paris, Grasset, 1971 ; réédition, Paris, Grasset, coll. « Les Cahiers Rouges », 1995
- La red (1968)
- La penúltima puerta (1969)
- Triste piel del universo (1971)
- Gabriel Andaral (1971)
- En la creciente oscuridad (1973) Publié en français sous le titre À l'orée des ténèbres, traduction de Jean-Jacques et Marie-Neige Fleury, Marseille, L'Atinoir, 2014
- Los papeles privados (1974)
- La mancha en el mármol (1982)
- La noche enseña a la noche (1985)